# Dieter Stockfisch
Dieter Stockfisch (* 1940 in Hannover) ist ein deutscher Marineoffizier (Kapitän zur See a. D.) und Autor.

## Leben
Stockfisch trat nach dem Abitur 1962 als Offizieranwärter in die Bundesmarine ein. Er wurde an der Marineschule Mürwik in Flensburg-Mürwik ausgebildet und diente in verschiedenen Verwendungen u. a. als Fernmeldeoffizier im 2. Landungsgeschwader, als Kommandant auf einem U-Jagd-Boot und als Lehrgangsleiter an der Marineunterwasserwaffenschule.
Stockfisch durchlief von 1975 bis 1977 den 17. Admiralstabslehrgang an der Führungsakademie der Bundeswehr (FüAkBw) in Hamburg. Später war er vom 31. März 1983 bis 30. November 1984 Kommandant der Fregatte Augsburg und wurde in dieser Position zum Fregattenkapitän befördert. Von 1986 bis 1989 war er Kommandeur des 2. Zerstörergeschwaders. Darüber hinaus war er Referent im Führungsstab der Marine und des Parlamentarischen Staatssekretärs beim Bundesministerium der Verteidigung (BMVg). Er diente von 1989 bis 1993 als Branch Chief „Combat Requirements“ im Hauptquartier der Allied Forces Northern Europe (AFNORTH) in Norwegen. Anschließend war er Referatsleiter Operation der Flotte im Führungsstab der Marine. 1998 wurde er in den Ruhestand versetzt.
Stockfisch war danach publizistisch und journalistisch tätig. So wurde er ab 1999 Redakteur für Marine, IT und Sicherheitspolitik bei der Fachzeitschrift Soldat und Technik bzw. Strategie & Technik (heute Redakteur für Marine und IT bei Europäische Sicherheit & Technik) und verantwortlicher Redakteur des Wehrtechnischen Reports (Report Verlag). Er ist zudem ständiger Mitarbeiter der Zeitschrift Marine-Forum.
Stockfisch war von 2001 bis 2015 Herausgeber des Standardwerks für Soldaten Der Reibert. Die Ausgabe 2016 wurde bereits von seinem Nachfolger Oberstleutnant a. D. Wilhelm Bocklet herausgegeben.
Stockfisch ist verheiratet und lebt in Blankenese. Er hat zwei erwachsene Söhne.

## Schriften (Auswahl)
- Menschenführung an Bord. Ein Leitfaden für den Marineoffizier. Hrsg. vom Deutschen Marine Institut. Mittler, Herford 1981, ISBN 3-8132-0128-7.
- Menschenführung in Frieden, Krise und Krieg. Mittler, Hamburg u. a. 1997, ISBN 3-8132-0538-X.
- Mit Sigurd Hess, Guntram Schulze-Wegener, Heinrich Walle: 50 Jahre Deutsche Marine im Bild. Report Verlag, Bonn 2006, ISBN 3-932385-25-X.
- Hrsg.: Der Reibert. Das Handbuch für den deutschen Soldaten. Rev. Ausgabe. E.S. Mittler & Sohn, Hamburg 2013, ISBN 978-3-8132-0957-0.